# Бор, Олив
Олив Бор (англ. Olive Boar; 29 сентября 1904 — 28 августа 2018) — британская долгожительница.  Являлась старейшим живущим жителем Великобритании.

## Биография
Олив родилась 29 сентября 1904 года в Ипсвиче, Саффолк, Англия. Её родителями были Уильям Роберт Макро (1877—1969) и Элис Осборн (1876—1973). Олив была четвёртым ребёнком. В 1932 году она вышла замуж за Клода Шарля Бора (1901—1979). В браке родилось двое детей. Младшая сестра долгожительницы прожила более 100 лет.

## Долголетие
- 29 сентября 2017 года отпраздновала 113-летие.
- 11 мая 2018 года стала старейшим жителем Великобритании.
- 19 мая 2018 года вошла в список десяти старейших ныне живущих людей.